# Dietmar Woidke
Dietmar Woidke (født 22. oktober 1961) er en tysk politiker og ministerpræsident for Brandenburg i Tyskland.